# João Nepomuceno Correia e Castro

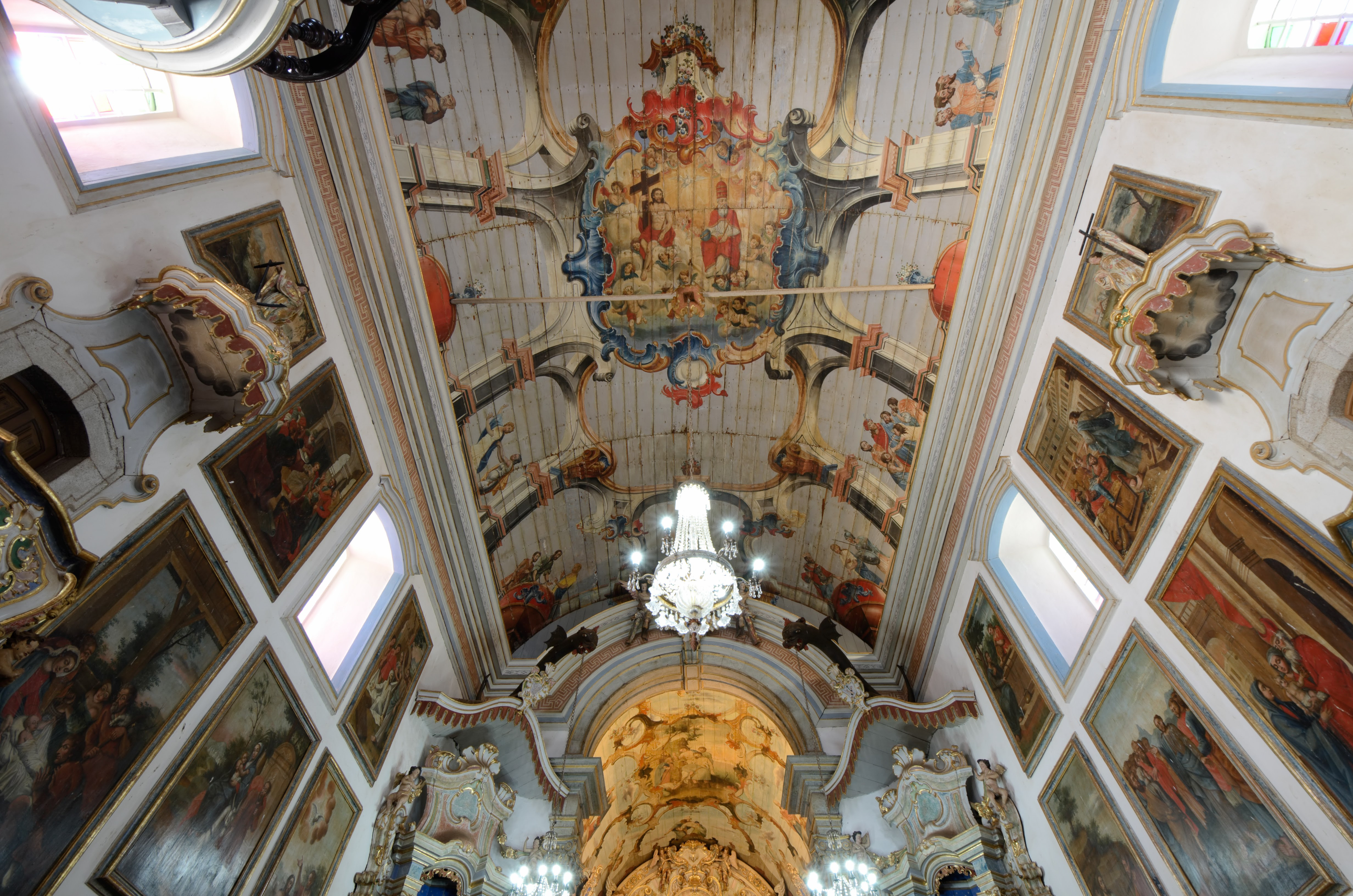
Pintura do teto e painéis nas paredes da Basílica do Bom Jesus de Matosinhos

João Nepomuceno Correia e Castro (Mariana, ? - 2 de janeiro de 1795) foi um pintor e decorador brasileiro. 
Suas primeiras obras registradas foram realizadas na igreja de Nossa Senhora do Rosário, em São Paulo, hoje desaparecidas. Se preservam as pinturas nas paredes e teto da igreja e outras na sacristia do Santuário do Bom Jesus de Matosinhos (1777/1787), e uma obra em tela a ele atribuída, hoje no Museu da Inconfidência, representando a Imaculada Conceição. Também fez o projeto dos altares laterais (1779) da Igreja da Ordem Terceira de Nossa Senhora do Carmo, em Ouro Preto. Foi professor de Francisco Xavier Gonçalves e Bernardino de Senna.